# Tmarus obesus
Tmarus obesus är en spindelart som beskrevs av Cândido Firmino de Mello-Leitão 1929. 
Tmarus obesus ingår i släktet Tmarus och familjen krabbspindlar. Inga underarter finns listade i Catalogue of Life.